# Oxyonchus subantarcticus
Oxyonchus subantarcticus är en rundmaskart som beskrevs av Mawson 1958. Oxyonchus subantarcticus ingår i släktet Oxyonchus och familjen Enoplidae. Inga underarter finns listade i Catalogue of Life.